# Сотнурське сільське поселення
Сотну́рське сільське поселення (рос. Сотнурское сельское поселение) — муніципальне утворення у складі Волзького району Марій Ел, Росія. Адміністративний центр — село Сотнур.

## Історія
Станом на 2002 рік існувала Сотнурська сільська рада (село Сотнур, присілки Курмузаково, Куршембал, Нуршарі, Підгорні Шарі, Полаткіно, У-Тумер, Шарембал, Шарібоксад), присілки Кусола, Памашенер, Паражбеляк та хутір Верхньо-Аз'яльський перебували у складі Пет'яльської сільської ради.

## Населення
Населення — 2074 особи (2019, 2411 у 2010, 2502 у 2002).

## Склад
До складу поселення входять такі населені пункти:
| Населений пункт            | Населення, осіб (2002) | Населення, осіб (2010) |
| -------------------------- | ---------------------- | ---------------------- |
| Верхньо-Аз'яльський, хутір | 39                     | 29                     |
| Курмузаково, присілок      | 212                    | 194                    |
| Куршембал, присілок        | 126                    | 103                    |
| Кусола, присілок           | 12                     | 10                     |
| Нуршарі, присілок          | 420                    | 436                    |
| Памашенер, присілок        | 160                    | 173                    |
| Паражбеляк, присілок       | 63                     | 44                     |
| Підгорні Шарі, присілок    | 103                    | 73                     |
| Полаткіно, присілок        | 142                    | 104                    |
| Сотнур, село               | 868                    | 953                    |
| У-Тумер, присілок          | 70                     | 46                     |
| Шарембал, присілок         | 127                    | 104                    |
| Шарібоксад, присілок       | 160                    | 142                    |